# Visconde de Condeixa
Visconde de Condeixa foi um título nobiliárquico português que teve 3 criações.

## Viscondes de Condeixa – 1ª Criação (1811)

### Titulares
1. Pedro Maria Xavier de Ataíde e Melo, 1º barão e 1º visconde de Condeixa[1]

Apesar de ter sido concedido em 2 vidas o título extinguiu-se com a morte sem descendência do 1º titular.

## Viscondes de Condeixa – 2ª Criação

### Titulares
1. Heliodoro Jacinto de Araújo Carneiro (1776-1849), 1º visconde de Condeixa[2]

## Viscondes de Condeixa – 3ª Criação (1851)

### Titulares
1. João Maria Colaço de Magalhães Velasques Sarmento (1806-1871), 1º visconde de Condeixa[2]
2. João Magalhães Colaço Moniz Velasques Sarmento (1839-1896), 2º visconde de Condeixa